# Hellebæk
Hellebæk er en by i Nordsjælland med 5.775 indbyggere  (2025) ved Øresund cirka 5 km nordvest for Helsingør. Byen ligger i Helsingør Kommune og tilhører Region Hovedstaden.
Hellebæk er sammenvokset med Ålsgårde og var center for Hammermøllens våbenindustri.
Senere blev våbenfabrikken erstattet af en klædefabrik.
I en krigssituation flytter regering og kongehus til en bunker i Hellebæk (Regan øst). Derefter gøres Regan Vest i Rold Skov klar i en atomsikret bunker, 60 m under jorden.
Byen er også kendt for at have været hjem for den danske arkitekt Jørn Utzon, der byggede sit eget hus her i 1952.

## Historie
Hellebæk bys ældre historie er tæt knyttet til den mølle- og fabriksvirksomhed, der udviklede sig på stedet.

### Hammermøllen
Den første møllevirksomhed var en melmølle anlagt på Frederik IIs tid og formentlig for at forsyne Kronborg.
Fra 1576 findes en omtale i sundtoldsregnskaberne af arbejde med at rydde en mose på højre side af Hellebæks gård og bygge to dæmninger for "at driffve den Strøm, som plejer at løbe ned i Stranden, ind udvi Mølledammen og gøre en Grav derhos". Endvidere fremgår af regnskaberne, at både snedkere, tømrere, smede og andre håndværkere deltog i arbejdet på Hellebæks Mølle. I en befaling fra 9. december 1585 til Gert Rantzow, daværende befalingsmand på Kronborg fremgår, at kongen dette år nedsatte Matz v. Brunsvigs afgift 4 læster 3 pd rug årlig af de to møller ved Hellebæk. Der fandtes dette år således to møller ved Hellebæk. En hammermølle blev anlagt omkring 1600 som en kobbermølle og grovsmedje og var i de næste år undertiden i privat eje, således var den en kort tid i hænderne på kobbersmed Henrik Ehm, der fra 1656 havde haft en kobbermølle ved Kronborg, men 1659 ombyttede den med Hammermøllen (Ehm ejede også en tid Holmegaard ved Hornbæk, som han 1662 skødede til Eiler Holck til S. Elkjær, kommandant på Kronborg); han havde den dog kun til 1664. Hammermøllen blev nogle år senere omdannet til geværfabrik af Staten under navnet "Kronborg Geværfabrik" (Peter Westhof fik i 1669 kongeligt brev på at drive den som sådan), men den forfaldt i de næste år og var på forskellige hænder, snart som forpagtning, snart som eje (flere gange var virksomheden nedlagt), indtil krigskommissær Stephen Hansen fik den 1743 og bragte den til fremdrift. I 1765 købte staten den af ham for 120.000 rigsdaler, men den 3. maj 1769 solgtes den igen til baron (senere greve) Heinrich Schimmelmann for 70.000 rigsdaler (efter at der året i forvejen havde været tale om at sælge den til J.F. Classen).
Gennem hele hammermøllens eksistens havde Hellebæk by kun oplevet en beskeden udvikling. I midten af 1800-tallet oplyses, at der i tilknytning til "Hammermøllen eller den Schimmelmannske Geværfabrik" hørte Værksteder, Officiant- og Arbeiderboliger, Hellebæk Capel og Skole". Ligeledes oplyses, at der i tilknytning til "Hellebækgaard ved Hellebæk, der tilhører det Schimmelmannske Fideicommis" hørte 52 huse. Omkring 1870 havde fabrikken ca. 100 fast ansatte.

### Hellebæk Fabrikker
Den 1. april 1870 blev geværfabrikken nedlagt, da Hammermøllen med vandværk, bevilling på krohold og brændevinshandel bortsolgtes af Fideicommiset, og i 1873 blev Hellebæk Fabrikker stiftet som aktieselskab.
Allerede omkring 1. verdenskrig var Hellebæk stort set udbygget. Yderligere udbygningsmuligheder fandtes ikke: mod nord og øst var mulighederne afskårede af Øresund, mod syd og sydvest af Hammermølle Skov (en del af Teglstrup Hegn). Kun mod vest var der yderligere udbygningsmuligheder for det samlede boligområde, men det var ikke på Hellebæks egen jord. Hellebæk var allerede inden 1. verdenskrig vokset sammen med nabobyerne mod vest Ålsgårde, Apperup, Boderne og Ellekilde. I 1911 blev det opgjort, at den samlede bebyggelse omfattede 1.055 indbyggere, hvoraf 138 levede af landbrug, 54 af fiskeri, 539 af håndværk og industri, 101 af handel og 50 af transport. I 1916 blev det opgjort, at den samlede bebyggelse omfattede 150 gårde og huse med i alt 1.014 indbyggere. Bebyggelsen omfattede da kirke, skole, kro, Hellebæk Fabrikker med ca. 200 ansatte og produktion af klædevarer og bomuldsvarer, børnesanatorium, station for 5. sjællandske kystpolitidistrikt, toldkontrolsted og jernbanestation.
Befolkningsudviklingen fordelt på delområder var:
| Bydel     | 1901 | 1906  | 1911  | 1916  | 1921  | 1925 | 1930  | 1935  | 1940  |
| --------- | ---- | ----- | ----- | ----- | ----- | ---- | ----- | ----- | ----- |
| Hellebæk  | 686  | 726   | 681   | 632   | 605   | -    | -     | -     | -     |
| Ålsgårde  | -    | 263   | 179   | 198   | 221   | -    | -     | -     | -     |
| Boderne   | -    | 125   | 109   | 110   | 59    | -    | -     | -     | -     |
| Ellekilde | -    | 92    | 86    | 74    | 133   | -    | -     | -     | -     |
| I alt     | 686  | 1.206 | 1.055 | 1.014 | 1.018 | 982  | 1.035 | 1.331 | 1.247 |

Kilder:
Danmarks Statistik: Statistiske Meddelelser 4. rk, 21. bd, 1. hæfte: "Folkemængden 1. Februar 1906 i Kongeriget Danmark"; København 1906; s. 10
Danmarks Statistik: Statistiske Meddelelser 4. rk, 51. bd, 1. hæfte: "Folkemængden 1. Februar 1916 i Kongeriget Danmark"; København 1916; s. 64
Danmarks Statistik: Statistiske Meddelelser 4. rk, 63. bd, 1. hæfte: "Folkemængden 1. Februar 1921 i Kongeriget Danmark"; København 1921; s. 70
Danmarks Statistik: Statistiske Meddelelser 4. rk, 101. bd, 1. hæfte: "Folkemængden 1. Februar 1935 i Kongeriget Danmark"; København 1936; s. 165
Danmarks Statistik: Statistiske Meddelelser 4. rk, 113. bd, 3. hæfte: "Folkemængden 1. Februar 1940 i Kongeriget Danmark"; København 1941; s. 116
Tyngdepunktet for det samlede byområde, der snart blev kaldt Hellebæk-Ålsgårde, var gennem hele mellemkrigstiden forsat Hellebæk især i kraft af fabrikken. Mod vest lå bebyggelsen fortrinsvis langs kysten samt langs vejen fra Ålsgårde til Hellebæk station. Syd for jernbanen var forholdene fortsat helt landlige.

### Byudviklingsplaner
I 1947 blev der udarbejdet et forslag til dispositionsplan for Tikøb Kommune. Dette forudså en byudvikling i Hellebæk-Ålsgårde med plads til 4-5.000 indbyggere. Der var lavet udstykningsplaner for områder i Apperup og Skibstrup oven for kystskrænten, og det blev i den forbindelse foreslået, at der skulle anlægges en aflastningsvej for, at Nordre Strandvej kunne forbeholdes turisttrafik. Det egentlige Hellebæk var udbygget, så udviklingen skulle finde sted vest herfor. I forbindelse hermed blev foreslået at reservere plads til en vis samling af forretninger, skole og andre offentlige institutioner så som børnehjem og bibliotek. Det hele forudsattes reguleret af en partiel byplanvedtægt.
Omkring 1960 blev der nedsat en byudviklingsudvalg for Helsingøregnen. Dette udarbejdede en zoneplan, der også forudsatte byudvikling ved Hellebæk-Ålsgårde. I 1967 blev det opgjort, at byområdet havde 2.525 indbyggere fordelt på 810 boliger. Det blev foreslået at inddrage tre yderområder til fremtidigt byggeri men tilføjet, at disse først skulle byggemodnes. Endnu i 1969 var det kun områderne nord og syd for stationen, der var blevet udbygget.
I 2020 blev de planlagt at omdanne noget af klædefabrikkerne til boliger.